# Azay-sur-Cher
Azay-sur-Cher é uma comuna francesa na região administrativa do Centro, no departamento Indre-et-Loire. Estende-se por uma área de 22,93 km². Em 2010 a comuna tinha 3 158 habitantes (densidade: 137,7 hab./km²).